# Saint-Joachim

Localització de Saint-Joachim

Saint-Joachim (en bretó Sant-Yoasin) és un municipi francès, situat a la regió de país del Loira, al departament de Loira Atlàntic, que històricament ha format part de la Bretanya. L'any 2006 tenia 3.915 habitants.

## Demografia
| 1962                                       | 1968  | 1975  | 1982  | 1990  | 1999  |
| ------------------------------------------ | ----- | ----- | ----- | ----- | ----- |
| 4.078                                      | 4.152 | 4.161 | 4.253 | 3.994 | 3.772 |
| Des de 1962: població sense dobles comptes |       |       |       |       |       |

## Administració
| Període   | Identitat          | Partit |
| --------- | ------------------ | ------ |
| 2001-2008 | Marc Justy         | PCF    |
| 2008-     | Marie-Anne Halgand | PS     |